# Храм Архангела Михаила (Красноселье)
Храм Архангела Михаила — православный храм в селе Красноселье Торопецкого района Тверской области. Построен в 1682 году.

## Расположение
Храм Архангела Михаила расположен при въезде в село Красноселье Торопецкого района. Расстояние до посёлка Плоскошь составляет 6 километров.

## История

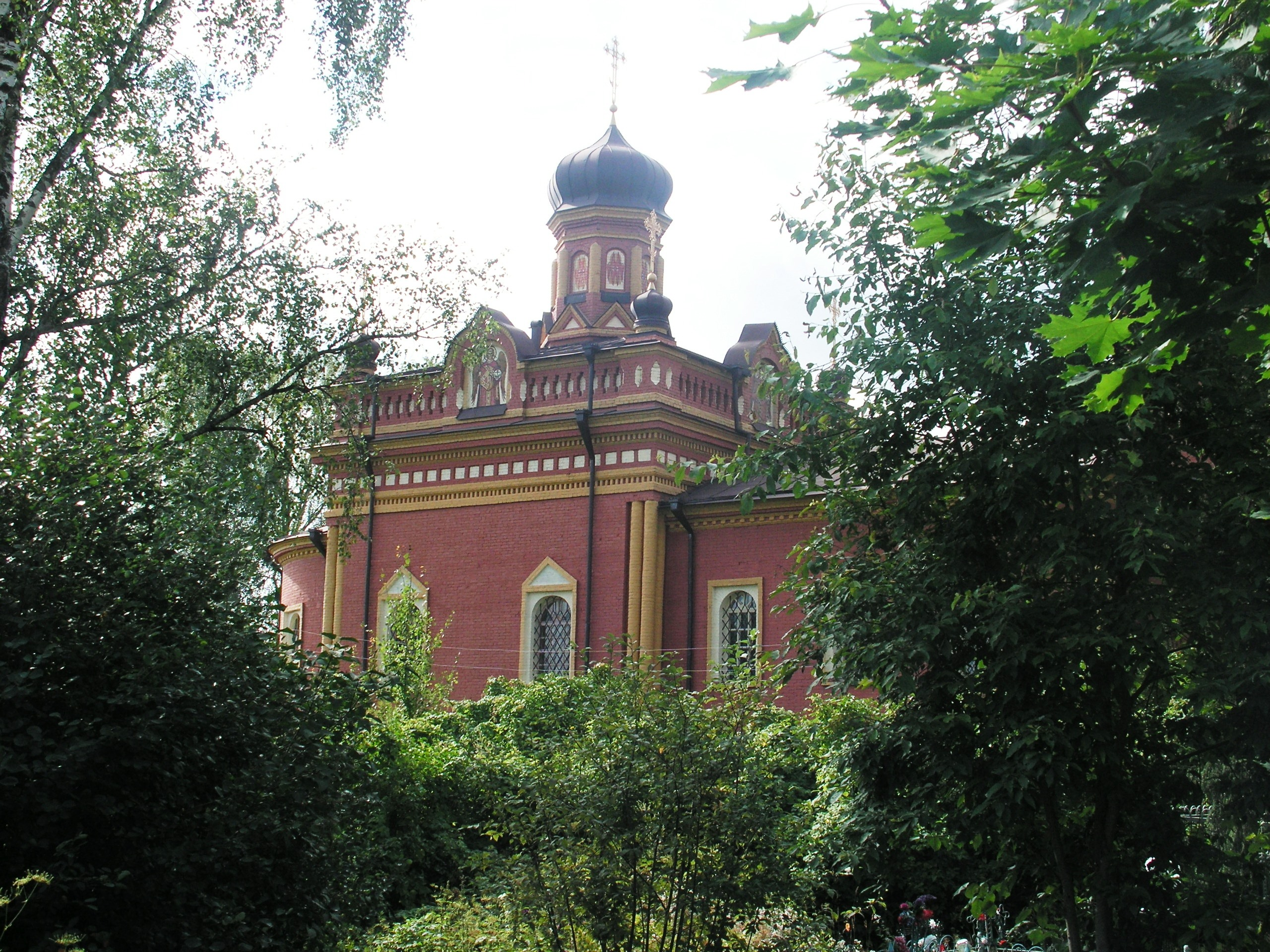
Фасад храма

Деревянный храм был построен в 1682 году торопчанином Сергеем Скорцовым. В 1721 году его родственник, Митрофан Скворцов, пристроил к храму ещё один предел во имя Николая Чудотворца. В 1861 году тайный советник Корнилов Фёдор Петрович храм перестроил. Храм имел два престола: главный во имя святого Архистратига Михаила, второй во имя преподобного Сергия Радонежского. Прихожан в 1876 году — 368 мужчин и 384 женщины; 1879 году — 597 мужчин и 620 женщин. 2 октября 1902 года при храме открылась женская церковно-приходская школа. Причт храма перед революцией состоял из священника и псаломщика. Закрыли храм в мае 1929 года. Наиболее ценные иконы были увезены в Холм, здание храма закрыто на замок. В советское время в храме хранили зерно. С 2000 года храм действует. Храму необходима внутренняя отделка.